# Urbania (film)
Pour les articles homonymes, voir Urbania.
Pour plus de détails, voir Fiche technique et Distribution.
Urbania est un film américain réalisé par Jon Shear, sorti en 2000.

## Synopsis
Charlie recherche un homme mystérieux qu'il a croisé.

## Fiche technique
- Titre : Urbania
- Réalisation : Jon Shear
- Scénario : Jon Shear et Daniel Reitz d'après sa pièce de théâtre Urban Folk Tales
- Musique : Marc Anthony Thompson
- Photographie : Shane F. Kelly
- Montage : Randy Bricker et Ed Marx
- Production : Stephanie Golden, J. Todd Harris et Jon Shear
- Société de production : Daly-Harris Productions et Davis Entertainment Classics
- Pays :  États-Unis
- Genre : Drame
- Durée : 103 minutes
- Dates de sortie : 
  -  États-Unis : 8 septembre 2000 (Los Angeles)

## Distribution
- Dan Futterman : Charlie
- Sam Ball : Dean
- Lothaire Bluteau : Bill
- Alan Cumming : Brett
- Josh Hamilton : Matt
- Matt Keeslar : Chris
- James Simon : Sam
- Megan Dodds : Deedee
- Gabriel Olds : Ron
- Barbara Sukowa : Clara
- Gerry Bamman : Don
- Scott Denny : Ken
- Pamela Shaw : Judy
- David Wheir : Gary
- Christopher Bradley : Efraim
- Cheryl Brubaker : Pam
- Marylouise Burke : Yvette
- Joe Danisi : Vin
- Brian Keane : Neil
- Bill Sage : Chuck
- Paige Turco : Cassandra
- Melinda Wade : Nadine

## Accueil
Le film a reçu un accueil favorable de la critique. Il obtient un score moyen de 73 % sur Metacritic.